# Карабатово (Большемурашкинський район)
Карабатово (рос. Карабатово) — село в Большемурашкинському районі Нижньогородської області Російської Федерації.
Населення становить 276 осіб. Входить до складу муніципального утворення Григоровська сільрада.

## Історія
Від 2009 року входить до складу муніципального утворення Григоровська сільрада.

## Населення
| 1999 | 2002 | 2010 |
| ---- | ---- | ---- |
| 465  | ↘395 | ↘276 |